# Vidiná
Vidiná (em húngaro: Videfalva; alemão: Weidenau) é um município da Eslováquia, situado no distrito de Lučenec, na região de Banská Bystrica. Tem 5,49 km² de área e sua população em 2018 foi estimada em 1.791 habitantes.

## Demografia
| Ano:        | 1994 | 2004   | 2014   | 2024   |
| ----------- | ---- | ------ | ------ | ------ |
| Broj ljudi: | 1726 | 1851   | 1830   | 1704   |
| Razlika:    |      | +7,24% | -1,13% | -6,88% |

| Ano:               | 2023 | 2024   |
| ------------------ | ---- | ------ |
| Número de pessoas: | 1702 | 1704   |
| Diferença:         |      | +0,11% |